# Poney Appaloosa européen
Le Poney Appaloosa européen (allemand : Europäisches Appaloosa-Pony) est une race de chevaux, sélectionnée en Allemagne par ZSSE e. V. 

## Description
La taille maximale admise est de 1,42 m.
La robe arbore systématiquement le complexe léopard.

## Diffusion de l'élevage
La base de données DAD-IS le classe comme une race native d'Allemagne. En 2018, la population recensée est de 28 individus. Une demande de  reconnaissance de cette race en France a été portée.